# Сагайдак Людмила
Людми́ла Сагайда́к (* 1983) — українська біатлоністка; майстер спорту України.

## З життєпису
Дебютувала на Чемпіонаті світу з літнього біатлону 2002 року в Душники-Здруй, де разом з Тетяною Литовченко, Оленою Демиденко та Оленою Зубриловою виграла естафетну бронзу. Пізніше в сезоні вона взяла участь у чемпіонаті світу з біатлону серед юніорів в Ріданні-2002 і була 41-ю в особистому заліку, 40-ю в спринті, 47-ю у гонці-переслідуванні та одинадцятою в естафеті.
2003 року вона змагалася в Косьцеліско на чемпіонаті світу серед юніорів — 50-те місце в особистому заліку, 18-те в спринті, 17-те в гонці-переслідуванні і 14-те в естафеті.
Станом на грудень 2021 року — тренер.